# شهرستان آگاتسوما، گونما

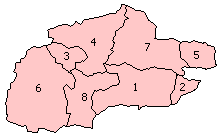

شهرستان آگاتسوما، گونما (به ژاپنی: 吾妻郡 Agatsuma-gun) یکی از شهرستان‌های ژاپن است که در استان گونما در ژاپن واقع شده است.